# Germaine Martinelli
Pour les articles homonymes, voir Martinelli.
Germaine Martinelli, de son vrai nom Germaine Jeanne Jobert, née le 30 septembre 1887 dans le 9e arrondissement de Paris, ville où elle est morte le 8 avril 1964 en son domicile dans le 1er arrondissement, est une chanteuse d'opéra française.

## Biographie
Fille du docteur Jobert, installé à Montmartre, médecin du Moulin-Rouge, elle fait des études littéraires sans passer par le Conservatoire et a comme professeurs le baryton Jean Lassalle, créateur d'Henri VIII et du Roi de Lahore et Albert Petit, adepte de la méthode Garcia (père de la Malibran).
Elle débute comme mezzo-soprano avant de devenir soprano dramatique. En 1908, elle se marie avec Charles Martinet, chanteur et acteur sous le nom de Charles Martinelli, créateur du Panurge de Massenet et qui interpréta Boubouroche de Courteline, avec qui elle a un fils l'acteur Jean Martinelli (1909-1983).
Elle se retire de la scène en 1941 et devient professeur au conservatoire américain de Fontainebleau auprès de Nadia Boulanger.
Un prix spécial de l'Académie nationale du disque lyrique, consacré à la mélodie, porte son nom.
Elle avait été faite chevalier de la Légion d'honneur en 1938.
Elle est inhumée dans le caveau familial au cimetière du Père-Lachaise (division 16).

## Œuvres
Son plus grand rôle reste la Marguerite de La Damnation de Faust de Berlioz (elle ne chantait qu'en français aussi bien les lieders allemands de Schubert, La Belle meunière ou de Schumann, L'amour et la vie d'une femme).
Elle laisse de nombreux enregistrements.

## Publication
- L'Art du chant, Durassié, 1929